# Martin T. Zikmund
Martin T. Zikmund (* 27. ledna 1966 Vsetín) je český evangelický teolog, farář, novinář a publicista.

## Život
Jeho pradědou z otcovy strany byl průmyslník Vojtěch Zikmund, dědou z matčiny strany evangelický teolog Josef Lukl Hromádka. Evangelickou a ekumenickou teologii studoval v Praze, Bengalúru (Indie), Minnesotě, Lipsku a Heidelbergu. Za totality navštěvoval alternativní vzdělávací bytové semináře, vedené jednak členy tehdy ilegálního dominikánského řádu, jednak filosofem a signatářem Charty 77 Danielem Kroupou. Po dokončení studií působil postupně jako farář Českobratrské církve evangelické (ČCE) ve sborech Pržno (1991–2000), Praha-Vinohrady (2000–2007), Libice nad Cidlinou (2009–2017) a Velenice (2011–2017), od roku 2017 slouží v téže funkci v Karlových Varech a v Chodově u Karlových Varů. V listopadu 2022 byl zvolen seniorem západočeského seniorátu ČCE.
Pracoval zároveň jako zahraniční redaktor Katolického týdeníku (2007–2017), později i jako redaktor a předseda redakční rady jeho přílohy Perspektivy (2009–2020).

## Dílo
- Ne zrušit, ale naplnit (ekumenické úvahy), Zdeněk Susa, 1999
- Uspořádal Evangelický kalendář 2010, Kalich 2009
- Ptám se, tedy jsem (knižní rozhovor s Petrem Pithartem), Portál 2010
- Po cestách kamenitých (knižní rozhovor s Lubošem Kropáčkem), Vyšehrad 2013 (spolu s Janem Paulasem)
- Hledat Pánovu tvář (rozhovor, eseje, kázání), Katolický týdeník 2015[3]
- Pojďme ještě kousek (knižní rozhovor s Jiřím Zajícem), Katolický týdeník 2021 (spolu s Terezou Zavadilovou)[3]
- Stesk po Kraji (kázání, eseje), vydáno vlastním nákladem 2022[4]